# Hajdú Zoltán (politikus)
Hajdú Zoltán (Budapest, 1943. április 30. – 2021. március 28.) magyar református lelkész, országgyűlési képviselő (1990–1998).

## Életútja
Hajdú Zoltán kereskedő, raktáros, presbiter és Tóth Zsófia hét gyermeke közül elsőként született. Általános és középiskolai tanulmányait Budapesten végezte. 1962-ben érettségizett a Madách Imre Gimnáziumban. 1963 és 1968 között a budapesti Református Teológia Akadémia hallgatója volt, ahol 1969-ben szerezte meg a lelkészi diplomáját.
1968 és 1970 között Cecén beosztott lelkész, 1970 és 1979 között Igaron, 1979 és 2006 között Enyingen volt lelkész.
1989-től a Dunántúli Református Lelkészegyesült tagja volt. 1991 februárjában az újjáalakult Keresztyén Ifjúsági Egyesület (KIE) elnöke lett. Az 1990-es évek elején önkormányzati képviselősége mellett alpolgármesteri feladatokat is ellátott. 1990 és 1998 között két cikluson keresztül országgyűlési képviselő volt az SZDSZ frakció tagjaként. A rendszerváltás után több egyház tisztséget is betöltött, tagja volt a Magyarországi Református Egyház Zsinatának is. Enyingen és az erdélyi Bánffyhunyadon is díszpolgárrá választották. 2006-ban vonult nyugdíjba.
Az enyingi református temetőben helyezték örök nyugalomra.

## Családja
1970-ben kötött házasságot Pordán Évával. Öt gyermekük született: Zoltán Levente (1970), Éva Emese (1972), Zsófia Csenge (1975), Ádám Etele (1983), Sarolta Rege (1986).

## Elismerései, díjai
- Enying díszpolgára
- Bánffyhunyad díszpolgára